# Bogumilstvo
Bogumilstvo je bilo gnostička vjerska sekta koju je osnovao svećenik Bogomil u Prvom Bugarskom Carstvu u vrijeme vladavine cara Petra I. u 10. stoljeću. Najvjerojatnije je nastala na području današnje Sjeverne Makedonije kao ishod društvenog raslojavanja koje se dogodilo uvođenjem feudalizma u svrhu odupiranja bugarskoj državi i Crkvi.
Bogumili su se pozivali na vraćanje ranom kršćanstvu, odbacujući crkvenu hijerarhiju, a glavne političke težnje bogumila su bile odupiranje državnoj i crkvenoj vlasti. Ovaj vjerski pokret brzo se proširio Balkanom, šireći se od Bizantskog Carstva prema Kijevskoj Rusiji, Bosni, Dalmaciji, Raškoj, Italiji i Francuskoj.